# La Stampa Sportiva
La Stampa Sportiva è stata una rivista settimanale italiana di sport e attualità, edita dal 1902 al 1926. Nella sua storia ebbe anche i nomi di «L'Illustrazione della Guerra e La Stampa Sportiva» e «La Stampa Sportiva e L'Illustrazione d'Italia».

## Storia
Nacque nel 1902 a Torino, quale supplemento settimanale illustrato al quotidiano politico La Stampa, dalla fusione di due precedenti pubblicazioni: Italia Sportiva (rivista milanese precedentemente titolata Bicicletta) e L'Automobile di Torino.
La direzione della nuova rivista venne congiuntamente affidata ai due direttori delle riviste confluite, il giornalista Nino Caimi e l'avvocato Cesare Goria Gatti, già cofondatore dell'ACI e della FIAT.
Il nuovo supplemento sportivo, composto da sedici pagine, si dedicava agli sport tradizionali quali l'atletica leggera, l'ippica o la scherma, ma concedeva anche ampio spazio alle discipline che utilizzavano mezzi meccanici, come ciclismo, motociclismo e automobilismo. Infine trattava del foot-ball, sport già praticato a Torino, ma ancora sconosciuto in larga parte d'Italia.

Nel 1908 fu proprio  La Stampa Sportiva ad organizzare nel capoluogo piemontese il primo Torneo Internazionale di calcio.
La rivista prosperò sotto la lunghissima (1905-1924) direzione di Gustavo Verona (in realtà mai ufficialmente direttore, ma redattore capo); l'influenza della pubblicazione torinese arrivò a toccare perfino decisioni governative in ambito politico-militare. 
Alcuni attribuiscono proprio all'"onda lunga" del suo successo la nascita di un altro periodico di grande fortuna come il Guerin Sportivo. 
Vi collaboravano, fra gli altri, scrittori quali Edmondo De Amicis e Jacopo Gelli e l'esploratore Pietro Savorgnan di Brazzà. Vi mossero i primi passi nel giornalismo sportivo Giulio Corradino Corradini e Renato Casalbore.
Alla sua morte, nel 1924, Verona venne sostituito da Ugo Manunta, appena ventenne, che fu posto alla guida del giornale per ragioni palesemente politiche (era notoriamente vicino al governo fascista). La Stampa Sportiva chiuse definitivamente l'anno dopo.